# Pahuiranachi
Pahuiranachi är en ort i Mexiko.   Den ligger i kommunen Guachochi och delstaten Chihuahua, i den nordvästra delen av landet, 1 200 km nordväst om huvudstaden Mexico City. Pahuiranachi ligger 2 192 meter över havet och antalet invånare är 183.
Terrängen runt Pahuiranachi är platt österut, men västerut är den kuperad. Pahuiranachi ligger nere i en dal. Runt Pahuiranachi är det mycket glesbefolkat, med 6 invånare per kvadratkilometer. Närmaste större samhälle är Bajío de Cuechi, 14,4 km norr om Pahuiranachi. Omgivningarna runt Pahuiranachi är i huvudsak ett öppet busklandskap.